# Ulla Lenze

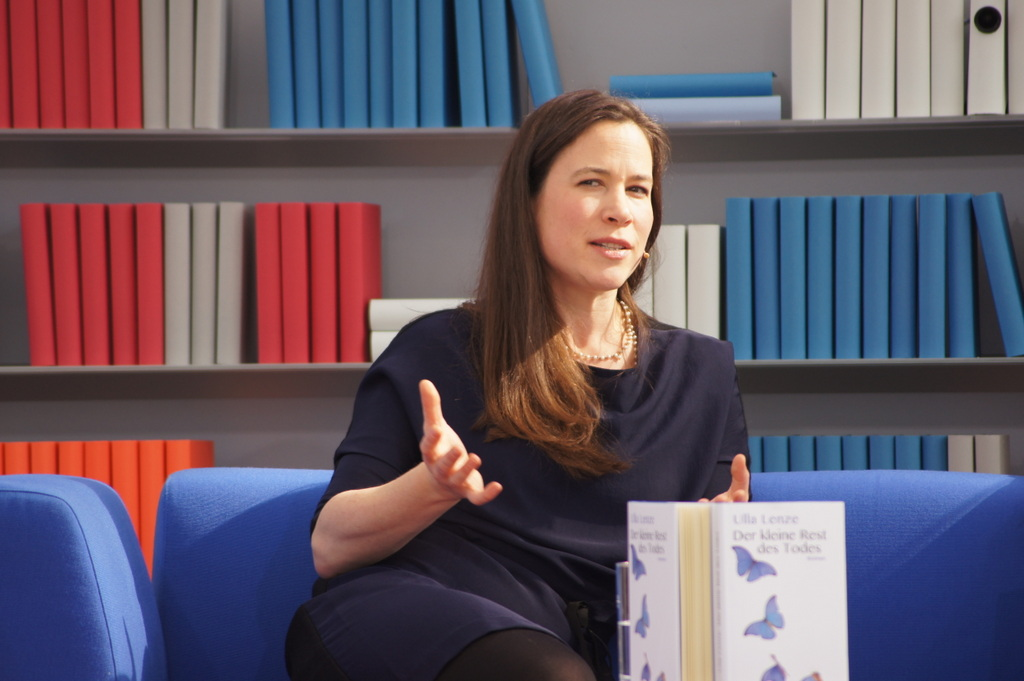
Ulla Lenze in 2012

Ulla Lenze (Mönchengladbach, 18 september 1973) is een Duitse schrijfster.

## Leven
Ulla Lenze studeerde de vakken schoolmuziek (na afloop is men in staat op middelbare scholen uitvoerend en theoretisch onderwijs in muziek te geven) en filosofie in Keulen. Ze sloot dit af met een examenwerkstuk van Hegels leer over de dichtkunst.
Gedurende langere tijd leefde ze in Indië. Al op 16-jarige leeftijd groeide ze een half jaar op in een Indisch gezin. In 2004 was ze op uitnodiging van het Goethe-Institut stadschrijfster (inhoudende vaak een woning, een stipendium, een opdracht die betrekking heeft op de plaats van verblijf, dat alles voor enkele maanden tot een jaar) van Damascus en in 2010 van Mumbai. In 2014 begeleidde ze de minister van Buitenlandse Zaken Frank-Walter Steinmeier op een reis naar New Delhi. Ze leeft nu als ongebonden auteur in Berlijn, waar ze schrijverswerkplaatsen leidt. In 2016 nam ze aan een bijeenkomst van Irakese vrouwelijke dichters in Basra deel.
Bij de toekenning van een belangrijke literatuurprijs heette het:
Ulla Lenze overtuigt in haar boeken door een poëtische taal en een grote vaardigheid situaties en stemmingen precies en indringend weer te geven.
Ze werkt mee aan het literaire portaal WeiterSchreiben.jetzt dat vrouwelijke en mannelijke schrijvers uit oorlogsgebieden met Duitstalige collega’s verbindt.
In 2020 werd Ulla Lenze stadsschrijver van Bonn.

## Nederlandse vertaling
Roman
- De drie levens van Josef Klein (oorspronkelijke titel: Der Empfänger, in het Nederlands vertaald door Kris Lauwerys & Isabella Schoepen).